# 전인고등학교
전인고등학교(全人高等學校)는 대한민국 강원특별자치도 춘천시 동산면 원창리에 있는 사립 고등학교이다.

## 학교 연혁
- 2005년 3월 : 전인고등학교 개교(1학년 18명 입학)
- 2005년 3월 : 초대 민영주 이사장 취임
- 2005년 3월 : 초대 조영제 교장 취임
- 2005년 9월 : 제1회 전인학생 문화축제
- 2008년 2월 : 제1회 전인고등학교 졸업식(졸업생 8명)
- 2016년 3월 : 한국유네스코위원회 유네스코학교 지정
- 2021년 1월 : 제4대 윤석인 이사장 취임
- 2022년 3월 : 제5대 민일홍 교장 취임
- 2024년 12월 : 제18회 전인고등학교 졸업식(졸업생 28명, 누적 졸업생 총 406명)
- 2025년 3월 : 신입생 41명 입학

## 참고 자료
- 전인고등학교 - 한국교육학술정보원 학교알리미